# 彼得拉·伯斯勒
彼得拉·伯斯勒（德語：Petra Boesler，1955年9月19日—），德国女子赛艇运动员。她曾代表东德参加1976年夏季奥林匹克运动会赛艇比赛，联同扎比内·雅恩获得女子双人双桨银牌。